# Onoré fascié
Tigrisoma fasciatum
Espèce
Répartition géographique
Statut de conservation UICN

 LC  : Préoccupation mineure
L’Onoré fascié (Tigrisoma fasciatum) est une espèce d'oiseaux (des hérons) de la famille des Ardeidae.
Cet oiseau vit en Amérique latine.

## Sous-espèces
D'après la classification de référence (version 14.1, 2024) de l'Union internationale des ornithologues, l'Ibis malgache possède 2 sous-espèces (ordre philogénique) :
- Tigrisoma fasciatum Sclater, PL & Salvin, 1875 ;
- Tigrisoma fasciatum fasciatum (Such, 1825) ;
- Tigrisoma fasciatum Olrog, 1950.